# Tomasz Weiss
Tomasz Henryk Weiss (ur. 7 marca 1929 w Stanisławowie, zm. 13 marca 1988 w Krakowie) – polski historyk literatury, profesor Uniwersytetu Jagiellońskiego. W pracy naukowej zajmował się przede wszystkim okresem modernizmu oraz krakowskim środowiskiem literackim przełomu XIX i XX wieku. Pochowany na cmentarzu parafialnym przy ul. Niebieskiej w Piaskach Wielkich.
Laureat nagrody dziennika "Echo Krakowa" za najlepszą książkę o Krakowie w roku 1976.

## Wybrane publikacje
- Romantyczna genealogia polskiego modernizmu. Rekonesans (1974)
- Cyganeria Młodej Polski (1970)
- Legenda i prawda Zielonego Balonika (1976)
- Obraz literatury polskiej XIX i XX wieku (współautor)